# Kalinga Stadium
Le Kalinga Stadium (en odia : କାଲିଙ୍ଗା ଷ୍ଟାଡିୟମ୍ |, et en hindi : कलिंग स्टेडियम) est un stade international polyvalent à Bhubaneswar, Odisha, Inde.
Sa première pierre a été posée par l'ancien ministre en chef d'Odisha Late Biju Patnaik en 1978. Il est situé au cœur de Bhubaneswar près de la région de Nayapalli.
Il dispose d'installations pour l'athlétisme, le football, le hockey sur gazon, le tennis, le tennis de table, le basketball, le volleyball, le mur d'escalade et la natation,,. Les autres caractéristiques du stade comprennent une piste d'athlétisme synthétique à 8 couloirs, des centres de haute performance et le premier AstroTurf à base d'eau rose et bleu aux normes olympiques de l'Inde. Il avait été choisi comme lieu de la Coupe du monde féminine de football des moins de 17 ans 2020 qui a ensuite été reportée en 2021 et finalement annulée en raison du Covid-19. La ville de Bhubaneswar a été qualifiée de « capitale du sport de l'Inde » pour avoir accueilli un grand nombre. ainsi qu'une grande variété d'événements sportifs et la formation de futurs talents. Selon une enquête de 2021, Bhubaneswar a été classée 3e parmi les 5 meilleures villes d'Inde en termes d'écosystème sportif et de capacité à accueillir de méga événements sportifs.

## Événements

### Internationaux

#### Athlétisme

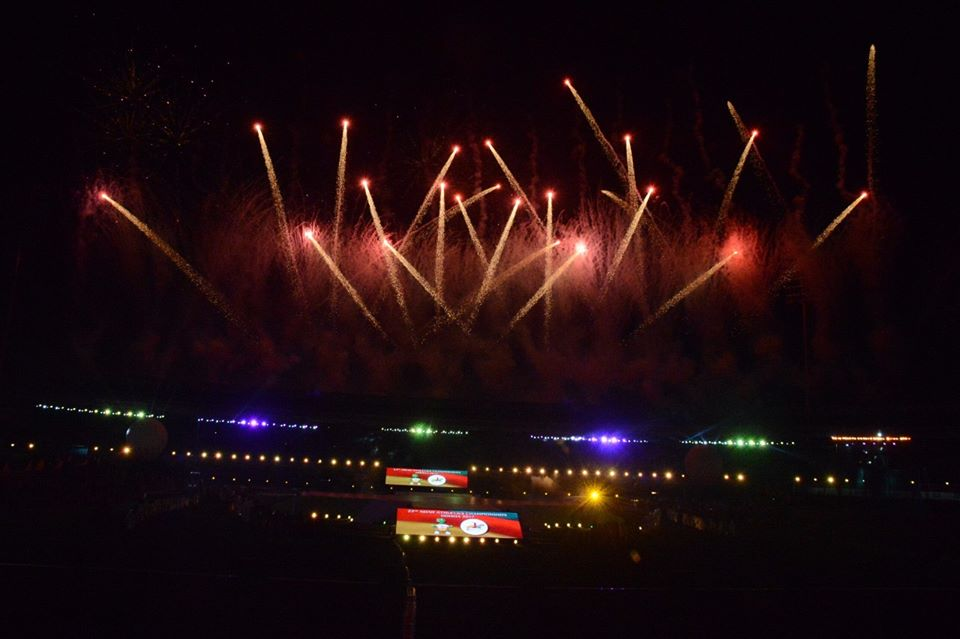
Feu d'artifice lors de la cérémonie d'ouverture des Championnats d'Asie d'athlétisme 2017.

| Événement                        | Année | Organisateur                      | Date               |
| -------------------------------- | ----- | --------------------------------- | ------------------ |
| Championnats d'Asie d'athlétisme | 2017  | Fédération d'athlétisme de l'Inde | 6 - 9 juillet 2017 |

#### Football

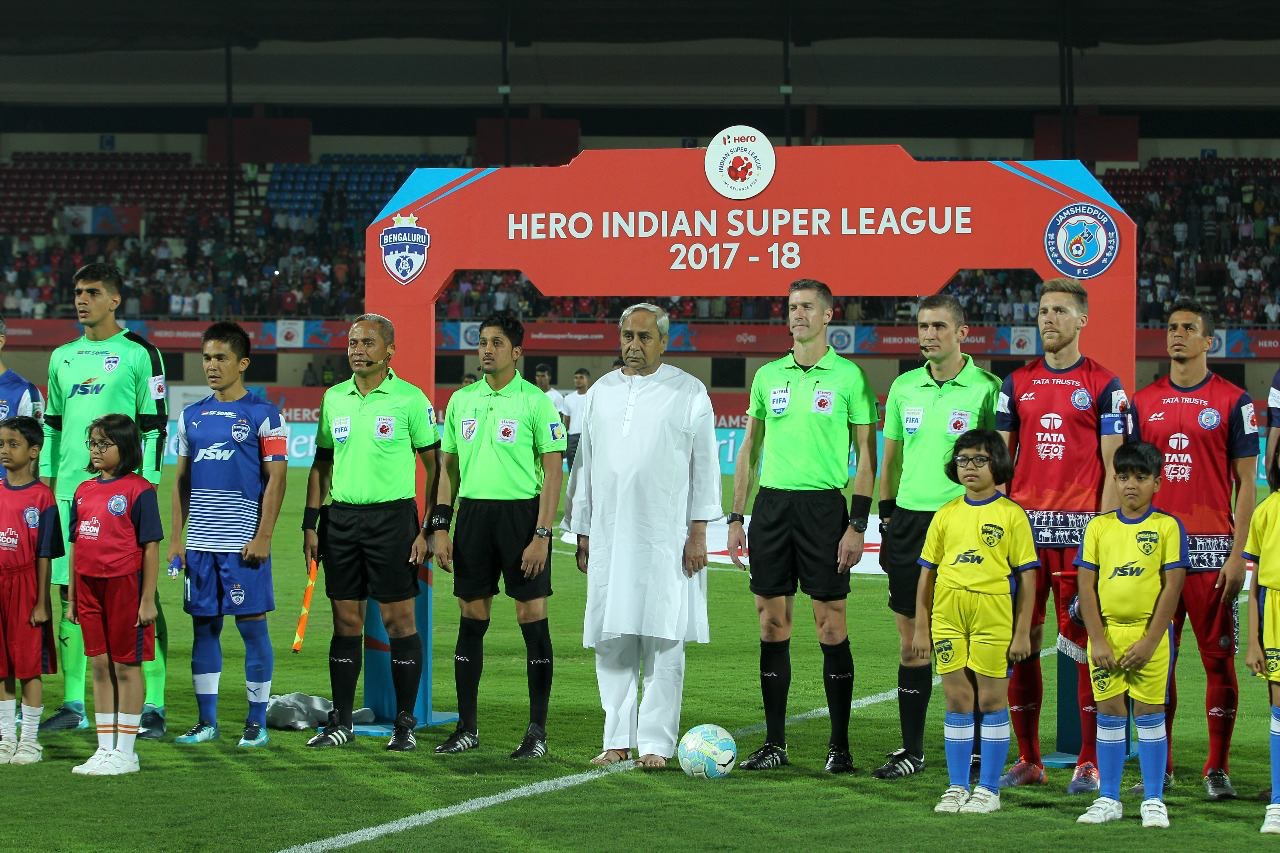
ISL Jamshedpur FC vs Bengaluru FC match au Kalinga Stadium

| Événement                                                         | Année | Organisateur                                                   | Date                 |
| ----------------------------------------------------------------- | ----- | -------------------------------------------------------------- | -------------------- |
| Gold Cup indienne                                                 | 2019  | Fédération d'Inde de football Association d'Odisha de football | 9 - 15 février 2019  |
| Coupe du monde féminine de football des moins de 17 ans (À venir) | 2022  | Fédération d'Inde de football Association d'Odisha de football | 11 - 30 octobre 2022 |

#### Hockey sur gazon

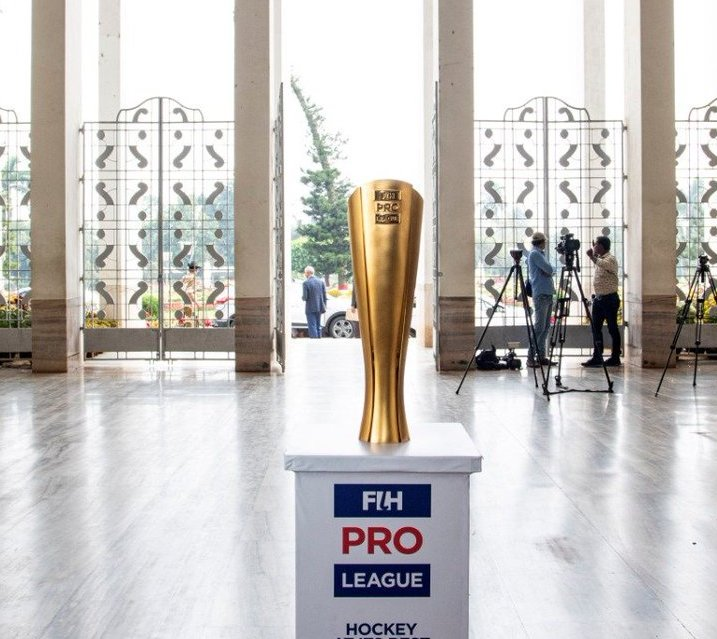
Trophée de la Ligue professionnelle masculine de hockey sur gazon 2020-2021 à Bhubaneswar avant la deuxième phase des matches de Pro League de l'équipe indienne au Kalinga Stadium.

| Événement                                                            | Année     | Organisateur | Date                           |
| -------------------------------------------------------------------- | --------- | ------------ | ------------------------------ |
| Champions Trophy                                                     | 2014      | Hockey India | 6 - 14 décembre 2014           |
| Ligue mondiale de hockey sur gazon masculin 2016-2017                | 2016-2017 | Hockey India | 1er - 10 décembre 2017         |
| Coupe du monde masculine de hockey sur gazon                         | 2018      | Hockey India | 28 novembre - 16 décembre 2018 |
| Hockey Series                                                        | 2019      | Hockey India | 6 - 15 juin 2019               |
| Tournoi de qualification olympique féminin de hockey sur gazon 2019  | 2019      | Hockey India | 1er - 2 novembre 2019          |
| Tournoi de qualification olympique masculin de hockey sur gazon 2019 | 2019      | Hockey India | 1er - 2 novembre 2019          |
| Ligue professionnelle de hockey sur gazon                            | 2020-2021 | Hockey India | 18 janvier - 22 février 2020   |
| Coupe du monde masculine de hockey sur gazon des moins de 21 ans     | 2021      | Hockey India | 24 novembre - 5 décembre 2020  |
| Ligue professionnelle féminine de hockey sur gazon                   | 2021-2022 | Hockey India | 26 février - 9 avril 2022      |
| Ligue professionnelle de hockey sur gazon                            | 2021-2022 | Hockey India | 26 février - 15 avril 2022     |
| Ligue professionnelle de hockey sur gazon                            | 2022-2023 | Hockey India | 28 octobre - 6 novembre 2023   |
| Coupe du monde masculine de hockey sur gazon                         | 2023      | Hockey India | 13 - 29 janvier 2023           |
| Ligue professionnelle féminine de hockey sur gazon 2023-2024         | 2024      | Hockey India | 3 - 16 février 2024            |
| Ligue professionnelle masculine de hockey sur gazon 2023-2024        | 2024      | Hockey India | 3 - 16 février 2024            |

#### Rugby
| Événement                                | Année | Organisateur                                                         | Date                 |
| ---------------------------------------- | ----- | -------------------------------------------------------------------- | -------------------- |
| Championnat d'Asie féminin de rugby à XV | 2018  | Fédération indienne de rugby à XV Association d'Odisha de rugby à XV | 26 - 28 octobre 2018 |

#### Tennis
| Événement        | Année | Organisateur                 | Date                     |
| ---------------- | ----- | ---------------------------- | ------------------------ |
| India F1 Futures | 2018  | Association d'Inde de tennis | 26 février - 4 mars 2018 |

### Nationaux

#### Événements multisports

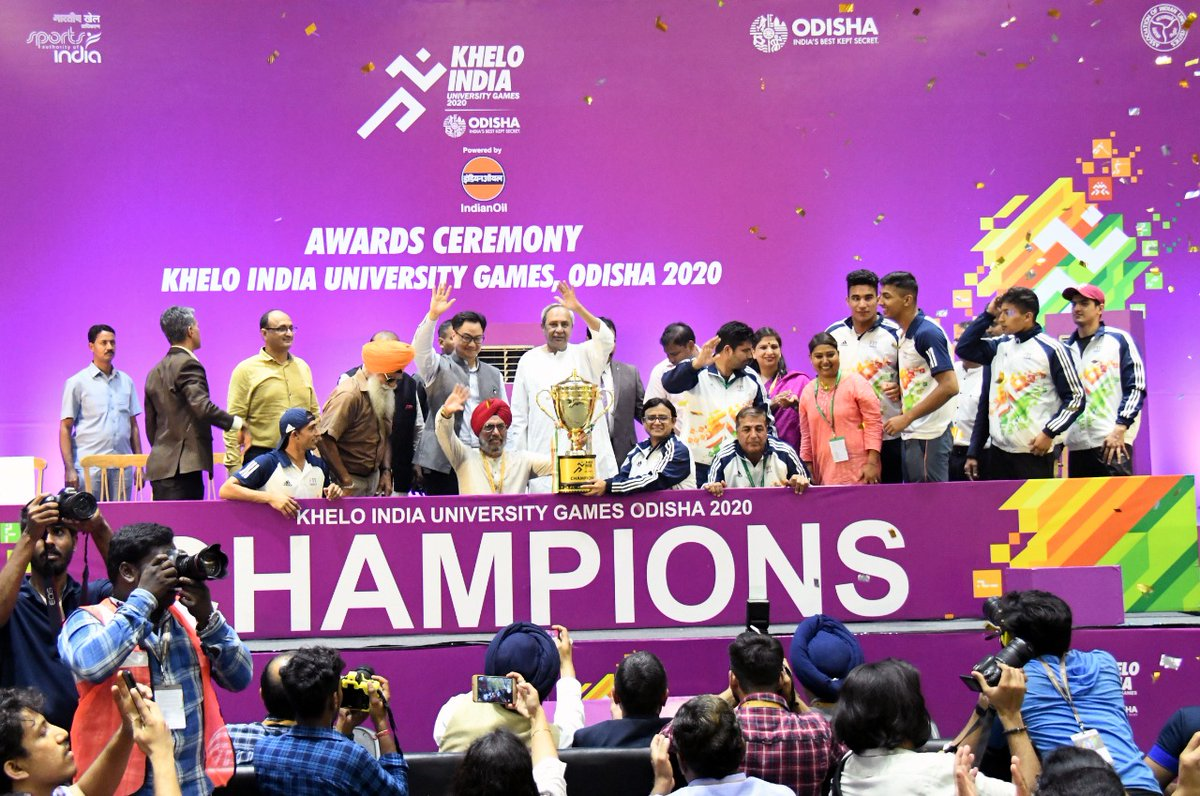
Université du Panjab, Chandigarh ont été sacrés champions de l'édition inaugurale des Khelo India University Games en 2020.

| Événement                         | Année | Organisateur                                                         | Date                       |
| --------------------------------- | ----- | -------------------------------------------------------------------- | -------------------------- |
| Jeux universitaires de Khelo Inde | 2020  | Autorité des sports de l'Inde Ministère de la Jeunesse et des Sports | 22 février - 1er mars 2020 |

#### Athlétisme
| Événement                                    | Année | Organisateur                      | Date                   |
| -------------------------------------------- | ----- | --------------------------------- | ---------------------- |
| Open des championnats nationaux d'athlétisme | 2018  | Fédération d'athlétisme de l'Inde | 25 - 28 septembre 2018 |

#### Football
| Événement                     | Année |
| ----------------------------- | ----- |
| Supercoupe d'Inde de football | 2018  |
| Supercoupe d'Inde de football | 2019  |

### Ligues

#### Football
| Événement                      | Année     |
| ------------------------------ | --------- |
| Championnat d'Inde de football | 2018-2019 |
| Indian Super League            | 2017-2018 |
| Indian Super League            | 2019-2020 |

#### Hockey sur gazon
| Événement                                                   | Année | Organisateur |
| ----------------------------------------------------------- | ----- | ------------ |
| Championnat d'Inde de hockey sur gazon                      | 2014  | Hockey India |
| Championnat d'Inde de hockey sur gazon                      | 2015  | Hockey India |
| Championnat d'Inde de hockey sur gazon                      | 2016  | Hockey India |
| Championnat d'Inde de hockey sur gazon                      | 2017  | Hockey India |
| Amical: Reste de l'Inde vs Petroleum Sports Promotion Board | 2017  | Hockey India |

#### Tennis
| Événement                    | Année | Organisateur                 |
| ---------------------------- | ----- | ---------------------------- |
| Odisha Tennis Premier League | 2017  | Association d'Inde de tennis |

## Centres de Haute Performance (HPC)
- Abhinav Bindra Performance de ciblage (ABTP)
- Dalmia Bharat Académie de badminton Gopichand
- JSW Centre de natation de haute performance
- Khelo India Centre d'excellence d'État (KISCE) pour l'athlétisme, le hockey et l'haltérophilie
- KJS Ahluwalia et Tenvic Sports High Performance Center pour l'haltérophilie
- Académie navale de hockey Tata (NTHA)
- Odisha Aditya Birla et Gagan Narang Shooting High Performance Center
- Reliance Fondation Odisha Athletics Haute Performance
- SAI Académie régionale de badminton[9]
- Académie de badminton d'Udaan[10]
- AIFF Centre de haute performance[11]

## Locataires

### Équipes nationales

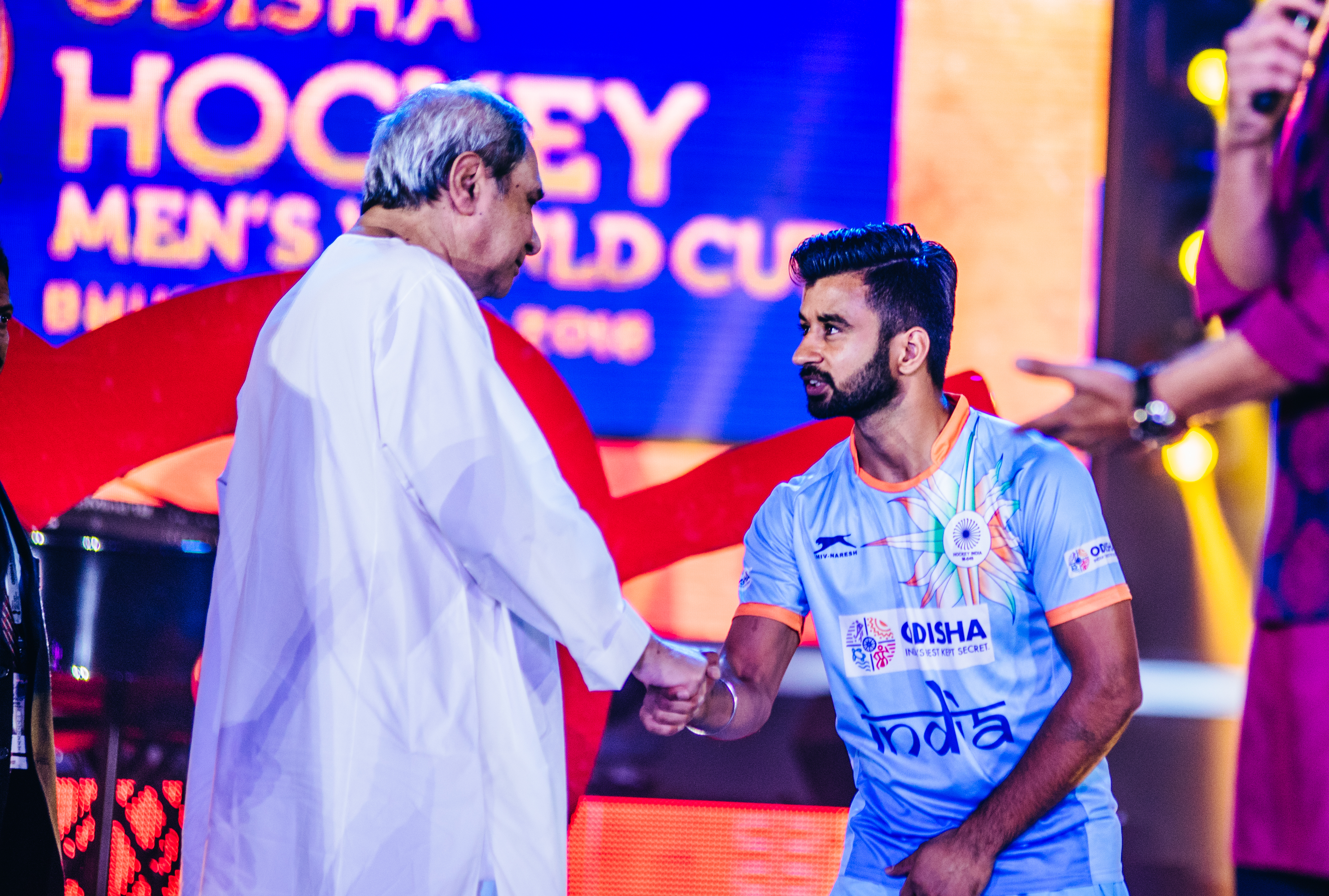
Le ministre en chef de Odisha, Naveen Patnaik avec le capitaine indien Manpreet Singh lors de la cérémonie d'ouverture de la Coupe du monde masculine de hockey sur gazon 2018.

| Équipe               | Sport            | Corps Apex                    |
| -------------------- | ---------------- | ----------------------------- |
| Inde masculine       | Hockey sur gazon | Hockey India                  |
| Inde féminine        | Hockey sur gazon | Hockey India                  |
| Inde moins de 20 ans | Football         | Fédération d'Inde de football |
| Inde moins de 17 ans | Football         | Fédération d'Inde de football |

### Hockey sur gazon
| Équipe          | Sport            | Tournoi                                |
| --------------- | ---------------- | -------------------------------------- |
| Hockey Odisha   | Hockey sur gazon | Hockey India                           |
| Kalinga Lancers | Hockey sur gazon | Championnat d'Inde de hockey sur gazon |

### Football
| Équipe                               | Sport    | Tournoi                                        |
| ------------------------------------ | -------- | ---------------------------------------------- |
| Odisha Football Club                 | Football | Indian Super League                            |
| Indian Arrows                        | Football | Championnat d'Inde de football                 |
| Équipe d'Odisha de football          | Football | Santosh Trophy                                 |
| Équipe d'Odisha féminine de football | Football | Championnat d'Inde féminin de football Seniors |

### Tennis
| Équipe                | Sport  | Tournoi                      |
| --------------------- | ------ | ---------------------------- |
| Ace Tennis Club (ATC) | Tennis | Utkal Open Tennis Tournament |